# Superstore
Superstore  é uma série de televisão estadunidense do gênero sitcom criado por Justin Spitzer e estrelada por America Ferrera e Ben Feldman. Foi exibida pela NBC de 30 de novembro de 2015 a 25 de março de 2021.
No Brasil, a série é transmitida na TV Fechada pela Warner Channel e disponível por streaming no Amazon Prime Video.
Em Portugal, é transmitida pelo canal fechado Fox Comedy e disponível por streaming no Amazon Prime Vídeo.

## Enredo
A série segue um grupo de funcionários que trabalham na Cloud 9, filial número 1217, uma loja de departamentos fictícia de grande porte em St. Louis, Missouri. 

## Elenco
- America Ferrera como Amelia "Amy" Sosa
- Ben Feldman como Jonah Simms
- Lauren Ash como Dina Fox
- Colton Dunn como Garrett McNeil
- Nico Santos como Mateo Fernando Aquino Liwanag
- Nichole Bloom como Cheyenne Thompson
- Mark McKinney como Glenn Sturgis
- Kaliko Kauahi como Sandra Kaluiokalani

Recorrente
- Linda Porter como Myrtle Vartanian (temporada 1-4; temporada 5 como convidada)
- Michael Bunin como Jeff Sutton (temporada 2-5)
- Kelly Stables como Kelly Watson (temporada 3-4; temporada 5 como convidada)
- Johnny Pemberton como Derek "Bo" Thompson (temporada 1-5)
- Josh Lawson como Tate Staskiewicz (temporada 1-3)
- Ryan Gaul como Adam Dubanowski (temporada 1-2; temporada 3-4 como convidado)
- Kelly Schumann como Justine Sikowicz (temporada 2-6)
- Kerri Kenney-Silver como Jerusha Sturgis (temporada 3-5)
- Amir M. Korangy como Sayid (temporada 4-6)
- Selisha Shertick como Sarah (temporada 1-6)

## Episódios
| Temporada | Temporada | Episódios | Episódios | Originalmente lançado  | Originalmente lançado   |
| Temporada | Temporada | Episódios | Episódios | Estreia da temporada   | Final da temporada      |
| --------- | --------- | --------- | --------- | ---------------------- | ----------------------- |
|           | 1         | 11        | 11        | 30 de novembro de 2015 | 22 de fevereiro de 2016 |
|           | 2         | 22        | 22        | 19 de agosto de 2016   | 4 de maio de 2017       |
|           | 3         | 22        | 22        | 28 de setembro de 2017 | 3 de maio de 2018       |
|           | 4         | 22        | 22        | 4 de outubro de 2018   | 16 de maio de 2019      |
|           | 5         | 21        | 21        | 26 de setembro de 2019 | 23 de abril de 2020     |
|           | 6         | 15        | 15        | 29 de outubro de 2020  | 25 de março de 2021     |